# Nowomołokanie
Nowomołokanie to określenie nowych grup religijnych, które powstały w wyniku podziałów mołokanów od 1833 do 1900. Właściwe (zwyczajowe) nazwy tych grup to: "Stali", "Skaczący" (inaczej: "Nowi Izraelici"), "Maksymiści" i "Kłubnikanie". Członkowie wszystkich tych grup nazywają siebie "mołokanami".
W 1833 miały miejsce "zstąpienia Ducha Świętego", które podzieliły mołokanów na "Stałych" (Postojannych) i mniejszy odłam tzw. "Skaczących" (zwany też "Nowymi Izraelitami"),  którzy zaczęli mnożyć "objawienia" i "cuda", pod przywództwem Maksima Rudomietkina. Uwięziony w klasztorze Sołowieckim napisał on Księgę Ducha i Życia, uznaną przez nowy odłam "Skaczących", zwany "Maksymistami" za "świętą księgę". 
W końcu XIX w. było około 500.000 mołokanów w Rosji. Wśród mołokanów na Zakaukaziu pojawił się nowy "prorok" Jefim Kłubnikin, który głosił bliski koniec świata i wzywał do opuszczenia Rosji, bo "wkrótce drzwi się zamkną". Dwa tysiące jego zwolenników (zwanych "Kłubnikanami"), głównie z odłamu "Skaczących", podążyło za nim do USA, gdzie osiedlili się na wybrzeżu Pacyfiku i w Kanadzie, a także w płn.-zach. Meksyku. Także niewielka liczba "Stałych" osiedliła się w Kalifornii.